# Geldersevalleis
Het Geldersevalleis is de verzamelnaam voor de dialecten van de Gelderse Vallei. In dit gebied komen westelijke, oostelijke en zuidelijke taalkenmerken samen. In veel dialectindelingen, bijvoorbeeld die van Jo Daan, worden de dialecten uit de Gelderse Vallei verknipt onder het Utrechts-Alblasserwaards, het West-Veluws en het Zuid-Gelders.
De dialecten in de Gelderse Vallei verliezen in hoog tempo aan sprekers, of anders gezegd: het gebied raakt steeds Hollandser gekleurd. Zo is de afgelopen honderd jaar de grens tussen jij en gij naar het oosten opgeschoven.
Het Geldersevalleis heeft veel gemeen met andere dialecten als het Goois en het West-Veluws.